# Long Island
Long Island, nello Stato di New York (pron. italiana: /lɔng 'ailand/; pron. statunitense: /lɒŋ 'aɪlənd/) è un'isola della costa orientale degli Stati Uniti d'America, situata di fronte a New York City e al Connecticut. È lunga 190 km e ha una larghezza massima di 37 km. È separata dal continente dal Long Island Sound, un braccio di mare lungo circa 145 km e largo da 5 a 32 km.

## Geografia
Long Island è la 10ª isola degli Stati Uniti per superficie (3566 km²), dopo l'isola di Hawaii e altre otto isole dell'Alaska, risultando la maggiore per superficie degli Stati Uniti contigui e la più popolata in assoluto degli interi Stati Uniti (7 568 304 abitanti nel 2010). Se fosse uno Stato federato degli USA sarebbe il 13° per popolazione, ed è la 17ª isola del mondo per popolazione (ha più abitanti dell'Irlanda e dell'isola giapponese di Hokkaidō).
L'isola è suddivisa in quattro contee: Kings, Queens, Nassau e Suffolk: le prime due corrispondono rispettivamente ai distretti di Brooklyn e di Queens della città di New York. Comunque, quando ci si riferisce a "Long Island" nel linguaggio di tutti i giorni, di solito si intende parlare solo delle contee di Suffolk e Nassau, in quanto Brooklyn e Queens, pur facendo parte dell'isola a tutti gli effetti, nell'immaginario collettivo sono maggiormente legati alla città di New York.
Long Island, soprattutto nel secondo senso sopra esplicitato, è nota per il suo benessere e per l'alta qualità della vita. Secondo i dati forniti dal censimento del 2000, la contea di Nassau è la seconda per reddito pro capite nello Stato di New York e la sesta più ricca degli Stati Uniti. Della Contea di Suffolk sono famose le numerose cittadine che si trovano sul mare, inclusi gli Hamptons.
Secondo le statistiche dell'FBI, il complesso delle contee di Nassau e Suffolk ha il secondo più basso livello di criminalità negli Stati Uniti.